# Station Nasielsk Miasto
Station Nasielsk Miasto is een spoorwegstation in de Poolse plaats Nasielsk.